# Inglutalik
La rivière Inglutalik est un cours d'eau d'Alaska, aux États-Unis situé dans la région de recensement de Nome.

## Description
Longue de 80 milles (129 km), elle prend sa source au pic Traverse et coule en direction du sud-ouest vers la baie Norton à 10 milles (16 km) au sud-est de Koyuk, dans les collines Nulato.
Son nom eskimo Inaktuli a été référencé en 1849 par le capitaine Tebenkov, de la Marine Impériale Russe.

## Sources
- (en) « Inglutalik », Geographic Names Information System